# アルデバルト
アルデバルト（Ardebart、611年頃 - 没年不詳）は、7世紀の人物で西ゴート王国の王族。西ゴート王エルウィグ（在位：680年 - 687年）の父。アルダバスト（Ardabast）とも呼ばれる。